# Sorex raddei
Sorex raddei là một loài động vật có vú trong họ Chuột chù, bộ Soricomorpha. Loài này được Satunin mô tả năm 1895.